# Казіс Прейкшас
Казіс Казович Прейкшас (лит. Kazys Preikšas; 14 червня 1903, село Вербунай Ковенської губернії, тепер Литва — 5 грудня 1961, місто Сейріяй, тепер Литва) — радянський, литовський державний і партійний діяч, дипломат, секретар ЦК КП(б) Литви з пропаганди та агітації, заступник голови Ради міністрів Литовської РСР, міністр закордонних справ Литовської РСР. Член ЦК КП Литви в 1940—1961 роках. Член Бюро ЦК КП(б) Литви з 15 серпня 1940 до 16 лютого 1954 року. Депутат Верховної Ради Литовської РСР у 1947—1961 роках Депутат Верховної Ради СРСР 1—3-го скликань (в 1941—1954 роках).

## Життєпис
У 1921—1924 та в 1927 роках  — член районного комітету ЛКП Шауляй. У 1924—1926 роках — ув'язнений. З 1927 року оселився в СРСР. У 1931 році закінчив Міжнародну школу Леніна в Москві. У серпні 1931 року повернувся до Литви, був членом секретаріату ЦК Литовської КП.
У грудні 1931 року заарештований (під ім’ям Пранас Янкус) і в лютому 1933 року засуджений до 18 років ув'язнення. Під час обміну політв'язнями у жовтні 1933 року випущений до СРСР. У Мінську працював у редакції газети «Червоний Артояс». У 1935—1937 навчався в аспірантурі Комуністичного університету західних національних меншин, а згодом у Міжнародній Ленінській школі. Після закінчення аспірантури він поїхав до Іспанії. У 1937—1939 брав участь у громадянській війні в Іспанії. У 1939 році інтернований до Франції. У 1939—1940 роках у Москві працював редактором литовської редакції видавців іноземної літератури.
У липні 1940 року повернувся до Литви. 
З 15 серпня 1940 до 25 листопада 1948 року — секретар ЦК КП(б) Литви з пропаганди та агітації. Одночасно в 1941 та 1945—1954 роках — головний редактор литовського журналу «Комуніст». У 1942 році представник ЦК ЛКП(б) у 16-й литовській дивізії РСЧА.
У 1948—1960 роках — заступник голови Ради міністрів Литовської РСР. У 1950 році за його ініціативою скульптури святих були скинуті та підірвані з Вільнюському соборі.
У 1960 — 5 грудня 1961 року — міністр закордонних справ Литовської РСР.
Помер 5 грудня 1961 року в місті Сейріяй Литовської РСР. Похований на кладовищі Антакальніс Вільнюсі.

## Нагороди
- орден Леніна
- орден Вітчизняної війни ІІ ст.
- три ордени Трудового Червоного Прапора
- медалі